# Rosemary Vandenbroucke
Pour les articles homonymes, voir Vandenbroek.
Rosemary Vandenbroucke (虹萱 en chinois, Hóng Xuān en hànyǔ pīnyīn, Hung Huen en cantonais), née le 18 septembre 1981 en France[réf. souhaitée], est une chanteuse et mannequin Hongkongaise d'origine chinoise, française et russe[réf. souhaitée]. 

## Biographie
À quatorze ans, elle remporte le concours Elite Model Look, et en 1998 est devenue l'image publicitaire de le marque Yves Saint Laurent ou Maybelline. Son premier album en 2006 est en anglais, mais comprend des versions en mandarin de deux singles, In my dreams et I didn't know, et une version cantonaise d'un troisième single, Tonight,.

## Discographie
- Dreams come true Rogers Music 2006, single
- The Kitchen Musical Soundtrack Universal Music 2012, Album